# A Great Big Bunch of You
Pour plus de détails, voir Fiche technique et Distribution.
A Great Big Bunch of You est un dessin animé américain réalisé par Rudolf Ising, sorti en 1932.
Produit par Leon Schlesinger Studios et distribué par Warner Bros. Pictures ce dessin animé fait partie de la série des Merrie Melodies.

## Fiche technique
- Titre original : A Great Big Bunch of You
- Titre en français : inconnu
- Réalisation : Rudolf Ising
- Producteurs : Hugh Harman, Rudolf Ising et Leon Schlesinger
- Musique : Frank Marsales
- Production : Leon Schlesinger Studios
- Distribution : Warner Bros. Pictures
- Durée : 6 minutes 46 secondes
- Format : noir et blanc - mono
- Langue : anglais
- Pays de production : États-Unis
- Date de sortie : 
  - États-Unis : 12 novembre 1932
- Genre : Dessin-animé
- Licence : domaine public[1]